# Hryhorij Šaškevyč
Hryhorij Šaškevyč, ukrajinskou cyrilicí Григорій Шашкевич (24. ledna 1809 Susolivka – 18. srpna 1888 Přemyšl nebo Lvov), byl rakouský řeckokatolický duchovní, pedagog, jazykovědec a politik rusínské (ukrajinské) národnosti z Haliče, během revolučního roku 1848 poslanec Říšského sněmu.

## Pravopisné varianty jména a příjmení
Německy: moderní — Hryhorij Schaschkewytsch, starý — Gregor Szaszkiewicz.
Polsky: moderní — Hryhorij Szaszkewycz, starý — Grzegorz Szaszkiewicz.

## Biografie
Studoval bohosloví na Lvovské univerzitě, roku 1831 absolvoval řeckokatolický seminář. Roku 1835 nastoupil coby duchovní do obce Uhryniv, kde setrval až do roku 1848. Roku 1849 se uvádí jako Gregor Szaszkiewicz, řeckokatolický farář v obci Uhryniv (Uhrynow).
Během revolučního roku 1848 se zapojil do veřejného dění. V roce 1848 se stal předsedou krajské ruské rady v Stanislavově, která byla pobočkou Hlavní ruské rady ve Lvově. Ve volbách roku 1848 byl zvolen i na ústavodárný Říšský sněm. Zastupoval volební obvod Monastyryska. Tehdy se uváděl coby řeckokatolický farář. Náležel ke sněmovní pravici.
V následném období zastával vysoké úřednické posty ve státní a duchovní správě. Od roku 1849 do roku 1860 byl ministerským radou na ministerstvu vyučování ve Vídni. Vedl odbor pro haličské školství. Společně s Jakivem Holovackým a Jurijem Vyslobockým vydal roku 1851 příručku německo-rusínské právní terminologie (Правничо-політична термінологія для слов’янських мов Австрії). V roce 1859 odmítl latinizaci ukrajinského písma. Roku 1858 se stal rektorem řeckokatolického semináře ve Vídni. V této funkci setrval do roku 1865. V roce 1862 vydal jednu z prvních učebnic ukrajinské gramatiky pro národní školy (Мала грамматика языка руского). Od roku 1865 vykonával úřad probošta a člena eparchiální konzistoře v Přemyšli. V tomto městě také od roku 1871 až do své smrti předsedal spolku na podporu vdov a sirotků.
Po náratu do Haliče se rovněž znovu zapojil do politiky a zasedal jako poslanec na Haličský zemský sněm. Podporoval administrativní oddělení etnicky ukrajinských oblastí Haliče. Vystupoval proti rusofilským tendencím. Poprvé se do zemského sněmu dostal roku 1867, kdy uspěl jako jeden z mála rusínských kandidátů z řad duchovenstva. Uspěl i ve volbách roku 1870. Volební komise ho prohlásila za zvoleného, ale zemský výbor požádal o anulování volby, protože Šaškevyč zvítězil jen těsně a nezískal absolutní většinu (nejvíce hlasů získal demonstrativně císař František Josef, který ovšem volen být nemohl). Nakonec ale Šaškevyčova volba byla uznána. V zemských volbách roku 1876 byl poražen a mandát ztratil.
Zemřel v srpnu 1888. Je tehdy uváděn jako infulat, představený řeckokatolické kapituly v Přemyšli, prosynodální examinátor, generální vikář, konzistorní rada a obyvatel města Kolomyja.